# Московско-новгородские войны
Эта статья о войнах конца XV века. О конфликтах XIV века см.Новгородские походы владимирских князей
Моско́вско-новгоро́дские войны — ряд военных конфликтов между Великим княжеством Московским и его номинальным вассалом Новгородской республикой, происходивших в период с 1456 по 1478 годы (с перерывами) и оканчивавшихся поражениями новгородцев. Московско-новгородские войны включают Первую (1456), Вторую (1471) и Третью Московско-новгородскую войну (1477—1478). В итоге третьего похода москвичей на Новгород территория Новгородской республики была полностью присоединена к Московскому княжеству. Данное событие считается многими историками началом централизованного Русского государства.

## Поход 1456 года иЯжелбицкий мир
Корни конфликта уходили в феодальную войну 1425—1453 годов между двумя ветвями потомков Дмитрия Донского. Основной его частью было противостояние Василия Темного и Дмитрия Шемяки. После поражения Шемяки в борьбе за великое княжение он был принят в Новгороде. В 1449 году Василий Тёмный заключил мирный договор с польским королём и великим князем Литовским Казимиром IV, по которому обе стороны обязывались не принимать у себя внутриполитических противников другой стороны, а Литва отказывалась от претензий на Новгород. В 1453 году Шемяка был отравлен в Новгороде — возможно, людьми Василия.
Главное и решающее сражение войны произошло у города Руса. Московские войска практически без сопротивления взяли город. Новгородцы попытались отбить Русу и, несмотря на первоначальный успех, потерпели жестокое поражение и бежали. После этого московское войско осаждает крепость Демян, и берёт городки Молвотицы и Стерж. Спустя некоторое время к Василию Темному прибыло посольство во главе с новгородским архиепископом. Новгород заплатил Москве большую контрибуцию — около 15 тыс. рублей, но остался независимым.

## Ситуация в Новгороде после Яжелбицкого мира
Несмотря на наличие в Новгородской республике такого демократического института, как вече, отнюдь не все новгородцы были за независимость своей земли и хотели воевать против Москвы. Права обычных, не самых богатых горожан не соблюдались, а такой слой населения, как смерды, на вече и не могли присутствовать. Разрыв между богатыми и бедными увеличивался, и это не добавляло обычным новгородцам желания воевать, причем, фактически, за бояр, а не за себя.
В 1460 году великий князь Василий Васильевич отправился с посольством в Великий Новгород для переговоров с правительством Великого Новгорода. Но на вече новгородцы открыто выступили против князя и даже попытались его убить. Таким образом, вспыхнул новый конфликт. Его сумел разрешить архиепископ Иона, устрашив новгородцев возможностью нападения на Великий Новгород татар с москвичами. Однако в 1463 году Великий Новгород не помог Пскову отбиться от очередных отрядов ливонских рыцарей. Лишь московская рать сумела отбить нападение ливонцев. Более того, Великий Новгород занял враждебную позицию по отношению к Пскову. Но вновь, умелая политика московского князя Ивана III позволила урегулировать и этот конфликт. Новый конфликт произошёл в 1470 году.

## Поход 1471 года
В ноябре 1470 года в ответ на просьбу новгородского посла прибыть в Москву архиепископу новгородскому князь Иван III позволил себе неосторожное высказывание в адрес Новгорода, и это взбудоражило бояр, которые заявили о разрыве с Москвой. Переговоры между двумя сторонами ни к чему не привели, и весной 1471 года великим князем и его советниками было принято решение о немедленном начале похода. Это был огромный риск: весна была холодной, и снег мог помешать продвижению войск. Но медлить было нельзя — и Литовское княжество, и Золотая Орда уже были готовы помочь Новгороду.
Первые дни войны прошли практически без боев: москвичи захватывали города один за другим. В конце июня были захвачены Волок Ламский и Торжок. 14 июля произошла Шелонская битва, в которой 40-тысячное войско Новгорода было разбито наголову 12-тысячной ратью Москвы и Пскова. Исход битвы предопределил удар московской конницы. Неорганизованная рать новгородцев не смогла ничего противопоставить москвичам. Спустя две недели (27 июля), в Заволочье произошла битва на реке Шиленьга, в которой московская рать после упорного боя сумела победить жителей Двинской земли. Тогда же начались мирные переговоры в Коростыни. Новгородцы заплатили по Коростынскому миру около 15 тыс. рублей и де-факто признали зависимость от Москвы. Но всё-таки формальная независимость от Москвы была сохранена. Операция 1471 года прошла более чем успешно. Новгородцы же ещё раз доказали, что кроме бояр, никто против Москвы в Новгороде выступать не хочет. Судьба Новгородской республики была предопределена. Но окончательная точка была поставлена на семь лет позже.

## Поход 1477—1478 годов
Весной 1477 года в Москву прибыло очередное новгородское посольство. Как оказалось, оно было послано в Москву вовсе не вечем, а влиятельными новгородскими боярами, которые хотели побыстрее признать зависимость Новгорода от Москвы и, тем самым, сохранить свои богатства и вотчины. На вече эта новость подняла бурю. Нескольких промосковских бояр убили, и к власти вновь пришла пролитовская партия. Но долго она не продержалась.
9 октября 1477 года Иван III выступил в последний поход против Новгорода. 27 ноября Великий князь вплотную приблизился к Новгороду, но не спешил его штурмовать. Новгородское войско тоже не вышло из города. С 5 декабря новгородская и московская делегации вели долгие переговоры. Москвичи выдвинули окончательное требование: «Вечу не быти, посаднику не быти, а государство нам своё держати». Новгородцы согласились отказаться от вече и от посадника, но обсуждение вопроса о сохранении боярами вотчин затягивалось. В городе же начался голод. Новгородские патриоты отбивались от москвичей и защищали свой город, сторонники Москвы не участвовали в отражении атак москвичей. 4 января 1478 года Иван III потребовал, чтобы ему отдали половину владычных и монастырских волостей и все новоторжские волости. Под угрозой восстания, 6 января 1478 года новгородские бояре приняли эти условия, сохранив таким образом свои вотчины. Переговоры на этом закончились.
15 января 1478 года князь и московские чиновники в сопровождении рати вошли без боя в город. Но никаких казней, в отличие от похода 1471 года, не последовало. Некоторые боярские семьи были сосланы в Москву.
В Новгородской Земле были поставлены четыре наместника, к ним теперь переходило право вести суды и управлять уделом. Вече перестало существовать, ликвидировалась боярская власть и власть архиепископа. В борьбе боярской и княжеской властей выиграла и выжила княжеская. Новгородская республика пала.

## Новгород после присоединения
Сельское хозяйство, промышленность, торговля в Великом Новгороде продолжали осуществляться теперь уже под властью Москвы. Эта власть Москвы, однако, была неустойчивой. Бояре, сумевшие сохранить свои вотчины и свободу, не смирились с покровительством Москвы и в 1483 году вновь захватили власть в городе. Но на этот раз войны с антимосковской оппозицией в Новгороде не произошло.
В 1484 году великий князь выселил из Новгорода бояр, выступавших за союз с Литвой (так в Москве появилось название Лубянка по новгородской Лубянице) и ликвидировал боярство, сделав оставшихся бояр помещиками, то есть служилыми людьми князя. Новгород окончательно перестал пытаться бороться с Москвой за свою независимость.
В 1494 году в Новгороде был закрыт ганзейский торговый двор.
Во время опричнины Новгород был разгромлен царскими войсками (1569/70) (см. Новгородский погром).